# Novac
 Ovo je glavno značenje pojma Novac. Za naselje u općini Ub u Srbiji pogledajte Novac (Ub, Srbija).
Novac je svojevrsna roba za koju se može kupiti svaka druga roba. Novcem se raspoređuju i razmjenjuju svi proizvodi ljudskog rada. Uobičajena definicija novca kaže da je novac (1) obračunska jedinica; (2) spremnik vrijednosti; te (3) sredstvo razmjene, iako većina autora drži da su prva dva svojstva nebitna te da slijede iz posljednjeg.

## Funkcije novca
Neke funkcije novca:
- sredstvo razmjene roba.
- sredstvo za usporedbu vrijednosti i cijene kapitala tj. mjerilo vrijednosti, cijena i troškova.
- sredstvo plaćanja.
- sredstvo osiguranja vrijednosti imovine.
- sredstvo reguliranja raspodijele.
- sredstvo regulacije kreditnog poslovanja.
- sredstvo regulacije cijena.
- sredstvo regulacije privrednog razvoja.
- sredstvo oporezivanja.
- sredstvo regulacije između dobra i zla.

### Sredstvo razmjene roba
Novac je zamijenio trampu te je ovo prva i osnovna funkcija novca. Uz upotrebu novca razmjena je lakša, brža, i sigurnija. Čovjek zahvaljujući novcu ne mora istovremeno prodavati i kupovati, već kupovinu može odložiti. 
Razmjena može biti domaća i međunarodna. 
- U domaćoj razmjeni domaća valuta služi kao sredstvo razmjene.

- U međunarodnoj razmjeni, kao svjetski novac danas funkcionira nekoliko najjačih svjetskih valuta kao što su US Dolar, Euro i sve više Kineski Juan. Odnosi između pojedinih valuta na međunarodnom tržištu ovise o stabilnosti pojedinih valuta, o monetarnoj politici pojedinih središnjih banaka, te o bilanci međunarodne razmjene zemlje čiju valutu promatramo.

Stabilnost valute ovisi o stabilnosti privrede i o ispravno korištenim monetarno regulacijskim mehanizmima. Središnja banka može povećanjem količine novca u opticaju namjerno rušiti tečaj vlastite valute na međunarodnom tržištu radi poticanja vlastite proizvodnje i izvoza, a ako isto naprave i druge države može doći do valutnog rata, nakon čega lako dolazi do trgovinskog rata i rasta protekcionizma. Namjerno sniženje tečaja vlastite valute obično koriste države koje imaju visok vanjski dug i negativnu bilancu razmjene.  
Na stabilnost valute mogu djelovati i međunarodni špekulanti valutama koji metodama financijske agresije kupuju pojedine valute kako bi im digli tečaj, nakon čega ju prodaju u cilju ostvarivanja visokih zarada. Ako pri tome imaju podršku vlastitih središnjih emisionih banaka od kojih posuđuju novac za ovakve operacije mogu ostvariti vrlo visoke profite, te izazvati privredne krize u napadnutim državama, dok njihove države takvim postupcima podižu konkurentnost vlastite privrede.  

### Sredstvo obračuna cijena
Da bi se na tržištu formirala stabilna tržišna cijena raznih roba, tako da se cijene svih roba mogu međusobno uspoređivati potreban je novac. Novac je omogućilo da ista roba u različitom prostoru i vremenu ima približno istu cijenu.

### Sredstvo plaćanja
Ova funkcija novca omogućuje kupcima da se pojave na tržištu, a da istovremeno ništa ne prodaju. Prije izuma novca ljudi su razmjenu mogli vršiti samotrampom što je bilo vrlo teško čak i na lokalnom tržištu, što je ljude prisiljavalo da većinu potrebnih stvari sami proizvode na nivou obitelji ili plemena. U slučaju kad su željeli nešto kupiti morali su imati na zalihi  nešto što bi vlasnik željenog dobra htio uzeti u zamjenu.  

### Sredstvo osiguravanjavrijednosti
Ova funkcija novca omogućuje vlasnicima imovine da svoje kapitale pretvore u novac i tako imovinu sačuvaju od starenja i pada vrijednosti. Razvojem bankarstva ova funkcija novca je sve više došla do izražaja, te je omogućila lakše prenošenje vrijednosti kapitala s jednog na drugo mjesto, te lakše čuvanje od krađe, kvarenja i sl. Ovo je bila jedna od najvažnijih funkcija novca u vrijeme zlatnog važenja novca, dok je uvođenjem nominalne vrijednosti papirnatog novca ova funkcija podložna volji monetarne vlasti. Ako proizvođači imaju prevelik utjecaj na monetarnu vlast ili ako vlada velika nezaposlenost monetarna vlast tiska velike količine novca što dovodi do inflacije, čime ova funkcija novca postaje sve manja. Ako na monetarnu vlast prevelik utjecaj imaju bankari, štediše i potrošači tada se vodi politika jakog novca što može dovesti do  deflacije, čime vrijednost novca jača, ali su posljedice porast uvoza, propadanje proizvodnje i izvoza, porast nezaposlenosti što može dovesti do teških privrednih kriza.      

### Sredstvo reguliranja raspodjele
Novac omogućuje ljudima bržu i lakšu raspodjelu zajedničke imovinu. Ovo vrijedi na nivou obitelji kad netko premine pa teško djeljivu imovinu treba podijeliti tako da ona fizički i dalje ostane cijela. Poduzeća s više vlasnika novcem isplaćuju profit na dioničare i ne moraju dijeliti samo poduzeće. Država kod raspodjele BDP na pojedine društvene institucije i dijelove stanovništva zahvaljujući novcu može lakše ubrati porez koji tada može puno lakše podijeliti ciljanim skupinama, nego dok se porez ubirao u naturi, što je bilo puno skuplje i kod ubiranja i kod raspodjele.  

### Sredstvo regulacije kreditnog poslovanja
Ova funkcija novca omogućuje bankarskim institucijama regulaciju potražnje za pojedinim robama izmjenom kamatnih stopa i ostalih uvjeta za dobivanje kredita. Kreditni novac omogućuje osiguranje sredstava na onim mjestima gdje je najpotrebniji i gdje postoji najveća mogućnost oplodnje. Ovu funkciju novca moguće je i zloupotrijebiti ako pojedine privredne grane imaju prevelik utjecaj na banke, te preko njih potiču preveliku potražnju za vlastitim proizvodima, na štetu drugih privrednih grana, osobito sitnog poduzetništva. Kako bi se ovo spriječilo potrebna je poticati snažnu konkurenciju na bankarskom tržištu. U svakoj državi potreban je dovoljno velik broj velikih banaka kako bi mogle kreditirati velike investicije, ali potreban je i veliki broj malih banaka za poticanje sitnog poduzetništva i obiteljskih gospodarstava. Kako bi se spriječile zloupotreba potrebno je imati i dovoljno banaka za različite vrste bankarskih poslova i različite vrste štediša - ulagača. Također je potrebno bankama ograničiti i borbu za štediše dizanjem kamatnih stopa na štednju što može dovesti do stvaranja financijske piramide koja završava propašću velikog broja ulagača.  Također je potrebno imati najveći broj banaka u domaćem vlasništvu, pošto su banke u stanom vlasništvu sklone financirati prodaju proizvoda onih poduzeća s kojima su vlasnici banaka povezani bilo vlasničkim odnosima, bilo da su im posudili velike kredite, te su zbog toga zainteresirane za što sigurniju otplatu takvih kredita. Takve strane banke odobravaju uglavnom potrošačke kredite za kupovinu proizvoda iz vlastitih država, dok poduzetničke kredite za nove proizvodnje odobravaju vrlo nerado i u pravilu s vrlo nepovoljnim kamatnim stopama.     

### Regulator cijena
Novcem država može regulirati cijene robi tako da povećava ili smanjuje količinu novca na tržištu ovisno o svojim interesima. U vrijeme zlatnog standarda novca država je mogla ovakvu regulaciju vršiti ako je imala dovoljnu rezervu u trezorima. Uvodeći nominalnu vrijednost država može potpuno slobodno regulirati opći razina cijene upotrebom regulacijskih novčanih instrumenata, kao što su eskontna kamatna stopa i obvezna stopa likvidnih rezervi u trezorima banaka. Novcem država može regulirati cijene svih roba kojima se cijena formira na tržištu, može namjenskim kreditima prouzročiti rast ili pad cijena pojedinih roba te time može regulirati potražnju za robama čiji porast ili pad proizvodnje želi ubrzati ili usporiti. Jedino se monopoli mogu oteti djelovanju monetarnih mehanizama. Količina namjenskih kredita može se regulirati ili izmjenom kamatnih stopa ili izmjenom uvjeta za dobivanje kredita. Npr. država može iz primarne emisije kreditirati stambenu izgradnju, ili strateške infrastrukturne objekte. Kamata na ovakve kredite može biti i 0%, a količina kredita se može regulirati izmjenom uvjeta za dobivanje kredita. Ako cijene opreme, građevinskog materijala, zemljišta i usluga počnu rasti uvjeti za kredite se otežavaju, a ako ove cijene padaju uvjeti za kredit se olakšavaju.     

### Regulator privrednog razvoja
Novcem država može regulirati privredni razvoj korištenjem monetarne politike i fiskalne politike. 

#### Monetarna regulacija
Monetarna politika nižim primarnim kamatnim stopama potiče opći privredni razvoj. Tiskanjem novca monetarna vlast može novac koristiti kao sredstvo neprimjetnog oporezivanja svih stanovnika s tim da visina ovog "poreza" ovisi o veličini raspoloživog novca u džepovima i na računima vlasnika. Ovo oporezivanje država vrši tako da uzima kredite od emisijske banke, ali ih ne vraća. Na taj način smanjuje se realna vrijednost imovine svim pravnim i fizičkim osobama koje posjeduju novac. Ako država na ovaj način poveća količinu novca na tržištu više od povećanja količine robe, dolazi do inflacije, a ako je ovo osnovni način financiranja države može doći do galopirajuće inflacije.
Količina novca na tržištu može se izračunati ako poznajemo količinu banknota u opticaju, količinu novca na žiroračunima, tekućim računima i štednim knjižicama, ako znamo broj obrtaja novca, iznos odobrenih kredita te iznos dospjelih i naplaćenih rata. Povećanjem količine banknota, broja obrtaja i odobrenih kredita, te smanjenjem dospjelih rata količina novca na tržištu povećava se što izaziva inflaciju, a u obrnutom slučaju opada što izaziva deflaciju.

#### Fiskalna regulacija
Fiskalna vlast može državnim narudžbama razvijati točno određene privredne grane. Poreznom politikom, tj. vrstom poreza i različitim poreznim stopama fiskalna vlast može također pogodovati određenim privrednim granama i određenim dijelovima stanovništva, čime smanjuje dohodak i moć drugih privrednih grana i drugih dijelova stanovništva.  

### Potražnja za novcem
Potražnja za novcem se sastoji iz:
1. transakcijske potražnje za novcem - ona predstavlja potrebu za novcem kao sredstvom kupnje roba i usluga
2. potražnje za novcem kao imovinom - odnosno kao pričuvom vrijednosti (štednja, obveznice, ...)

## Trampa prethodi trgovini
Davno u prošlosti ljudima nije bio potreban novac, jer je sve za život svatko sam proizvodio ili na neki drugi način pribavljao. Potrebe ljudi bile su male, a višaka nije bilo.
Kada su se neka plemena stala baviti pretežno stočarstvom, a druga pretežno ratarstvom, među njima je počela razmjena, zbog ostatka višaka. Razmjenjivali su stočarske proizvode za ratarske. Takva neposredna razmjena robe za drugu robu naziva se trampa. Pri tome su ljudi dogovorno utvrdili koliko jedne robe vrijedi dati za drugu. tako je npr. za glineni lonac valjalo dati jedno janje, a za bakren nož tri janjeta. Međutim, ponekad vlasniku bakrenog noža n isu trebala tri janjeta, već zemljan lonac. tako se janjetom plaćala druga roba: razvila se posredna razmjena: trgovina. Jednom robom plaćala se druga roba, a takva roba kojom se može platiti bilo koja druga roba je novac. Prvi novac bio je robni.

## Robni novac
Stočari su plaćali stokom (oni i danas stoku zovu blagom); lovci krznom, strelicama, zubima ulovljenih životinja; ratari žitom čajem, duhanom, datuljama, kavom; obrtnici glinenim ili bakrenim novcima, čavlima, sjekirama, platnom, suknom; ribari sušenom ribom, solju, školjkama. Ponekad su i ljude (robove) razmjenjivali za drugu robu. U tim je primjerima određena roba predstavljala novac, pa takvu robu nazivamo robnim novcem. Na takav primitivan način donedavno su trgovali u nekim nerazvijenim državama svijeta.

## Simbolični novac
U nekim krajevima Afrike za plaćanje je služila jedna vrsta pužića (kauri), slonova kost itd. Zanimljivo je da i djevojke oko Vrlike u Dalmaciji na prslucima stare narodne nošnje imaju prišivene pužiće kaure. U staro su doba oni predstavljali bogatstvo, kao nizovi dukata na nošnjama seoskih djevojaka u Slavoniji i drugdje. Na otoku Japu u Južnome moru sve do naših dana kao sredstvo plaćanja služilo je okruglo probušeno kamenje, vrijednost kojega se određivala prema veličini.

## Metalni novac
Takav način plaćanja robnim i simboličnim novcem nije bio spretan i ljudi nisu bili sigurni da su za svoju robu uvijek dobili pravu protuvrijednost. Zato su zaključili da novcem može postati samo ona roba koja će trajno predstavljati sveopću protuvrijednost za svaku drugu robu. Za tu su svrhu poslužili metali, kovine. Oni imaju mnoge prednosti: mogu se sjeći u komade jednake veličine, mogu se pretopiti u predmete praktične uporabe, manje se kvare od drugih proizvoda i zauzimaju manje mjesta. Zato je razumljivo da se uporabom metala javlja i novac kovan od različitih vrsta navedenog (još prije 8000 godina), ali su s vremenom plemeniti metali - zlato i srebro - preuzeli ulogu novca. Oni su u prirodi vrlo rijetki, a u njihovo dobivanje mora se uložiti mnogo rada, zato su i veoma skupi. Za male količine tih kovina moglo se dobiti mnogo potrebne robe.
U prvo su se vrijeme zlato i srebro vagali jer se roba prodavala za određenu količinu zlata ili srebra. Međutim, nije bilo zgodno uvijek i posvuda nositi vagu. Zato se zlato i srebro unaprijed rezalo u komade određene težine, kao jamstvo da je težina točno određena i da je komad novca od zlata i srebra odgovarajuće čistoće, to jest da u njemu nema više primjesa drugih (jeftinijih) metala, utiskivali su se u svaki komad posebni znaci. Obično je taj znak prikazivao vladarov lik, jer su vladari prvi počeli kovati svoj novac, zatim srednjovjekovni gradovi i konačno država. Kovani novac imao je različite oblike: mogao je biti okrugao, četvrtast, u obliku kotača, motike, sidra, mača ili neke životinje itd. Danas je metalni novac svuda u svijetu okrugla oblika. Najstarijim hrvatskim novcem smatra se onaj koji se kovao u Zagrebu godine 1200., a nosio je latinski natpis: Andreas dux Croatiae [Andrija (2.) knez Hrvatske).
Danas je zlatan i srebrn novac rijedak: najčešći je sitan kovani novac od nikla, bakra, aluminija, aluminijske bronce i drugih slitina metala.

## Papirni novac
I papirni novac ima dugu i zanimljivu povijest. U srednjem vijeku ljudi su počeli svoj metalni novac povjeravati bankama na čuvanje. Banke su im izdavale potvrde na osnovu kojih su mogli podići svoj novac kada bi im zatrebao. Te su se potvrde zvale banknote. Postepeno su ljudi počeli plaćati robu tim potvrdama umjesto metalnim novcem. Papir je mnogo praktičniji i lakši od kovina ili roba koje su nezgodne za pohranu i prijenos. Tako je nastao papirni novac. On je u prvo vrijeme predstavljao zlato ili srebro kao sredstva za plaćanje jer je u njima imao podlogu, odnosno vlade su mogle izdavati u opticaj samo onoliko papirnatog novca koliko su po obećanom tečaju za njega imale pokriće u zlatu. Od 1971 godine kad je predsjednik SAD-a Richard Nixon ukinuo Zlatni standard, moderni svjetski novac je izgubio materijalnu podlogu, a središnje banke od kojih su mnoge u privatnom vlasništvu, tako dobile teorijsku mogućnost njegovog izdavanja u neograničenim količinama. 
Ni papirni novac nije sredstvo izravnoga plaćanja. Često banka prenosi novac jednoga korisnika na drugog žiro-računom ili vrijednosnim papirima - čekom, doznakom, bonom i dr. - tako se novac samo knjigovodstveno obračunava kao sredstvo plaćanja.

## Izrađivanje novca
Novac u ime cijele države izrađuje narodna banka sa središtem u glavnom gradu.
Novac se "kuje" pomoću kalupa od osobito tvrda čelika, u kojemu je izdubljen oblik jedne i druge strane (lica i naličja) novca. Između kalupa stave se komadići metala koji pod jakim pritiskom poprimaju oblik novca. Taj rad izvode posebni strojevi. Rub novca obično je nazubljen. danas je to ukras, ali nekada je to bila mjera da ne bi nitko ostrugao rub zlatnog novca i tako mu smanjio vrijednost. Za kovani novac (i za novčanice) upotrebljava se izraz moneta, koji dolazi od toga da je kraj hrama rimske božice Junone MOnete bila kovnica novca.
Novčanice se tiskaju u posebnoj tiskari. Za njih se upotrebljava osobit papir, a imaju i zamršene šare da ih je što teže krivotvoriti.

## Novčane jedinice
Države imaju različite novčane jedinice ili valute. Novac zemlje koja mnogo proizvodi i u inozemstvu se više traži i vrijednost joj (devizni tečaj, kurs) raste. Nasuprot tome novac zemlje koja mnogo uvozi, a malo izvozi, malo će se i tražiti i vrijednost će mu padati.
Ljudi koji putuju u inozemstvo najčešće svoj novac mijenjaju za novac zemlje u koju putuju. To čine u mjenjačnici.
Najjače su valute na svijetu britanska funta, američki dolar i euro.

## Promjene vrijednosti novca
Promjene vrijednosti novca su inflacija, deflacija, devalvacija i revalvacija. To su riječi latinskog podrijetla.
Ako se prekomjerno povećaju emisije novčanica da bi se pokrili neki državni rashodi, nastaje poremećaj koji se odražava u povišenju cijena. To se zove inflacija (latinski:inflare = napuhati).
Suprotna je pojava deflacija (latinski: deflare = ispustiti zrak). To je novčano-politički potez kojim se smanjuje količina novca da bi se ojačala njegova vrijednost i izazvao pad cijena.
Smanji li se novčanoj jedinici vrijednost u odnosu prema valutama drugih zemalja i prema zlatu, nastaje devalvacija (latinski: devalvare = smanjiti vrijednost). Njoj je suprotna revalvacija (latinski: revalvare = vratiti vrijednost): povećanje vrijednosti vlastitoj valuti u odnosu na ostale.

## Zloupotreba novca
Novcem se može poticati i dobro, a i zlo. Novcem svatko glasuje o dobru i o zlu svaki put kad nešto kupuje, ili prodaje. 
Novac se može stjecati prodajom vlastitog rada, znanja, vještina i iskustva, a također se može stjecati iznajmljivanjem vlastite imovine, čime se ostvaruje renta ili profit. To može biti dobro ili loše za ostale ljude. 
Ako netko pri proizvodnji zloupotrebljava druge ljude čini zlo. Ako zagađuje okolinu pri proizvodnji, transportu, skladištenju, prodaji, upotrebi ili odlaganju ostataka čini zlo. Ako prodavač pri prodaji svojih proizvoda ili usluga narušava moralne ili zakonske norme čini zlo. Ako trgovac robu prodaje na dan odmora, a može ju prodavati drugim danima on svojim radnicima onemogućava tjedni odmor čime čini zlo. 
I kod potrošnje novca može se činiti dobro ili zlo. Ako potrošač svoju plaću troši na sportske susrete on otvara radno mjesto nekom sportašu, a ako plaću potroši u bordelu otvorio je radno mjesto nekoj bludnici. Ako sponzorira izgradnju neke crkve otvorio je radno mjesto nekom zidaru, a ako potroši u kockarnici otvorio je radno mjesto nekom profesionalnom kockaru. Ako kupuje uvoznu robu on otvara radno mjesto u inozemstvu, a ako kupuje domaću robu otvara radno mjesto svom susjedu. Ako blagdanom kupuje ono što je mogao kupiti drugi dan on radnike u trgovini sprječava u korištenju tjednog odmora čime čini zlo. Ako netko novac investira u novi pogon on otvara nova radna mjesta i čini dobro, a ako ga koristi za zadovoljenje samo vlastitih užitaka bez obzira na to što time može naštetiti drugima, on čini zlo. Dobro je biti investitor koji otvara nova radna mjesta, a loše je biti bogataškoji novac koristi samo za vlastite užitke.   
Novac je sam po sebi moralno neutralan, ali i pri stjecanju i pri potrošnji može snažno poticati i dobro i zlo, što ovisi o vlasnicima novca. Vlasnici sami o tom odlučuju te je to osnovno demokratsko sredstvo u svim režimima; i u diktaturama i u demokracijama. Država i na ovo osnovno sredstvo demokracije može snažno utjecati poreznom politikom, kreditnom politikom, a osobito promidžbom. Kad mediji nešto pretvore u modu to postaje tražena roba bez obzira na stvarnu fizičku korisnost. 
Kod investiranja u proizvodnju dobro je novac koncentrirati u rukama najsposobnijih i najpoštenijih kako bi se najkorisnije upotrijebio, ali kod potrošnje dobro je što ravnomjernije ga rasporediti kako jedni ljudi ne bi mogli zloupotrebljavati druge. Uskladiti ova dva principa u distribuciji kapitala osnovni je zadatak svake politike.

## Numizmatika
U muzejima često se mogu vidjeti zbirke starog novca. To su numizmatičke zbirke (grčki: nomisma = novac). Numizmatika, znanost o nastanku i upotrebi staroga kovanog novca, pomoćna je povijesna znanost. I pojedinci često uređuju svoje zbirke, a skupljaju kovani novac, stare novčanice, a katkad i medalje i ordene (odlikovanja).

## Vanjske poveznice
- Evolucija novca
- Hrvatska narodna banka
- Popis novčanih jedinica i drugih platnih sredstava i njihovih oznaka  Arhivirana inačica izvorne stranice od 16. kolovoza 2011. (Wayback Machine) (PDF)